# 國盛
國盛，字永盛，山東承宣布政使司濟南府淄川縣（今山東淄博市西南淄川）人，明朝政治人物、進士出身。

## 生平
正統十三年（1448年）戊辰科進士，除工科給事中，陞都給事，歷順天府丞，天順中官至左通政。卒於官。